# Bodo Illgner
Bodo Illgner né le 7 avril 1967 à Coblence, est un footballeur allemand. Il évoluait au poste de gardien de but.
Il est célèbre pour avoir été le portier de l'équipe de RFA vainqueur de la Coupe du monde en  1990, en Italie. Il y devient le premier gardien de but à préserver son invincibilité pendant une finale de Coupe du monde et à 23 ans, le plus jeune gardien à remporter le tournoi. En club il porte les maillots du FC Cologne puis du Real Madrid, avec lequel il remporta la Ligue des champions en 1998.
Après sa retraite sportive, il se reconvertit comme consultant à la télévision.

## Carrière

### Joueur
Né à Coblence, Bodo Illgner grandit à Westerburg puis à Bonn. Il découvre le football au 1. FC Hardtberg, où il est repéré par le 1. FC Cologne en 1983, alors qu'il a 16 ans. En 1984, il remporte avec la sélection allemande le championnat d'Europe des moins de 16 ans et signe en 1985 son premier contrat professionnel. Illgner est alors le remplaçant d'Harald Schumacher, le gardien de but de la sélection allemande. Il fait sa première apparition le 22 février 1986 après l'expulsion de Schumacher face au Bayern Munich. Il assiste à la finale de la Coupe UEFA 1986, perdue face au Real Madrid.
Au cours de la saison 1986-1987, Illgner n'a pas vingt ans lorsqu'il est appelé à remplacer Schumacher, limogé par le club à la suite de la publication d'une biographie révélant la pratique du dopage dans le milieu du football. C'est alors un grand défi de succéder à un joueur considéré comme le meilleur gardien allemand depuis Sepp Maier. Le joueur s'acquitte pourtant de la tâche avec suffisamment de talent pour être appelé à sept reprises en sélection allemande des moins de 21 ans, puis pour que Franz Beckenbauer, sélectionneur de l'équipe de RFA, lui offre une première sélection le 23 septembre 1987 face au Danemark. 

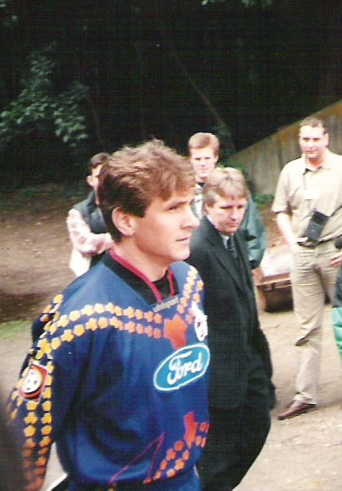
Illgner en 1995.

Retenu en sélection pour disputer l'Euro 1988, Bodo Illgner est la doublure d'Eike Immel lors du tournoi. L'élimination de la Nationalmannschaft en demi-finale de la compétition sonne la fin de la carrière d'Immel en sélection. Illgner est intronisé titulaire pour les tours préliminaires à la Coupe du monde 1990. Deux ans plus tard, le portier de Cologne est, à 23 ans, le plus jeune gardien de but titulaire lors de la Coupe du monde. Bien aidé par une défense intraitable composée de joueurs comme Jürgen Kohler, Klaus Augenthaler ou Guido Buchwald, il est l'un des grands artisans de la victoire finale des Allemands. Le penalty qu'il sauve en demi-finale contre l'Angleterre propulse l'Allemagne en finale. L'Argentine, battue 1-0 en finale, n'arrive pas à inscrire de but lors de la finale, laissant la cage d'Illgner inviolée, une première dans l'histoire de la compétition. Le portier allemand déclare que l'action la plus dangereuse du match pour lui fut une tête en retrait d'Andreas Brehme.
Toujours régulier, Bodo Illgner est reconduit en sélection pour l'Euro 1992, où l'Allemagne est battue en finale, puis la Coupe du monde 1994. Celle-ci se termine mal pour la sélection allemande qui est éliminée dès les quarts de finale par la Bulgarie. Illgner, en froid avec le sélectionneur Berti Vogts, annonce sa retraite internationale à 27 ans, un âge relativement jeune pour un gardien de but international,. Illgner ne jouera plus en équipe nationale.
La carrière professionnelle de Bodo Illgner n'est cependant pas finie. Resté fidèle au 1.FC Cologne depuis ses débuts, il n'y a remporté aucun trophée malgré deux places de vice-champion d'Allemagne en 1989 et 1990, puis une finale de Coupe d'Allemagne perdue en 1991 aux tirs au but. Les résultats du club déclinent : en 1995-1996, il doit lutter pour son maintien, auquel Illgner contribue largement en commandant la défense la plus hermétique du championnat (avec 35 buts concédés).
Alors que la saison 1996-1997 a débuté, il est transféré dans le prestigieux club espagnol du Real Madrid contre une indemnité de 4 millions de DM environ. Il y remporte le championnat d'Espagne en 1997, puis la Ligue des champions en 1998 et enfin la Coupe intercontinentale 1998, malgré la concurrence de Santiago Cañizares qui lui est un temps préféré. 
En 1999, Illgner connaît une sérieuse blessure à l'épaule et se trouve remplacé par un jeune gardien de dix-huit ans, Iker Casillas. Ce dernier s'installe comme titulaire et Illgner devient sa doublure. Il assiste notamment du banc à la nouvelle victoire du Real Madrid en Ligue des champions en 2000, puis à la quête du championnat en 2001. Son manque de temps de jeu lui fait prendre sa retraite en 2001, à 34 ans, un an avant la fin de son contrat à Madrid.

### Style de jeu
Illgner était un stoppeur de tir hors pair. En coupe du monde, il se distingua par sa capacité à diriger sa défense de manière autoritaire et efficace. Il avait par ailleurs la réputation d'être intraitable en un contre un[réf. nécessaire].

### Reconversion
Ce joueur discret, qui s'est souvent tenu à l'écart des médias et s'est installé en Espagne après sa retraite sportive, publie en 2005 une biographie intitulée 'Alles en français : « 'Tout ». 
En avril 2013, il est nommé par le journal Marca parmi le « meilleur onze étranger de l'histoire du Real Madrid ».

## Palmarès

### En Club
- Vainqueur de la Ligue des Champions en 1998 et 2000 avec le Real Madrid
- Vainqueur de la Coupe intercontinentale en 1998 avec le Real Madrid
- Champion d'Espagne en 1997 et 2001 avec le Real Madrid
- Finaliste de la Coupe de l'UEFA en 1986 avec le FC Cologne
- Finaliste de la Coupe d'Allemagne en 1991 avec le FC Cologne

### En équipe Nationale
- 22 sélections pour la R.F.A. de 1987 à 1990
- 32 sélections pour l'Allemagne de 1987 à 1994
- Vainqueur de la Coupe du monde en 1990
- Vice-Champion d'Europe des nations en 1992
- Champion d'Europe des moins de 16 ans en 1984
- Participation à la Coupe du monde en 1990 (Vainqueur) et en 1994 (1/4 de finaliste)
- Participation au Championnat d'Europe des Nations en 1988 (1/2 finaliste) et en 1992 (Finaliste)

### Distinctions personnelles
- Gardien allemand de l'année en 1989, 1990, 1991 et 1992
- Gardien européen de l'année en 1991

## Statistiques individuelles
| Saison    | Club          | Championnat | Matchs | Buts |
| --------- | ------------- | ----------- | ------ | ---- |
| 1985-1986 | 1. FC Cologne | Bundesliga  | 2      | 0    |
| 1986-1987 | 1. FC Cologne | Bundesliga  | 16     | 0    |
| 1987-1988 | 1. FC Cologne | Bundesliga  | 34     | 0    |
| 1988-1989 | 1. FC Cologne | Bundesliga  | 33     | 0    |
| 1989-1990 | 1. FC Cologne | Bundesliga  | 34     | 0    |
| 1990-1991 | 1. FC Cologne | Bundesliga  | 34     | 0    |
| 1991-1992 | 1. FC Cologne | Bundesliga  | 37     | 0    |
| 1992-1993 | 1. FC Cologne | Bundesliga  | 31     | 0    |
| 1993-1994 | 1. FC Cologne | Bundesliga  | 33     | 0    |
| 1994-1995 | 1. FC Cologne | Bundesliga  | 34     | 0    |
| 1995-1996 | 1. FC Cologne | Bundesliga  | 34     | 0    |
| 1996-1997 | 1. FC Cologne | Bundesliga  | 4      | 0    |
| 1996-1997 | Real Madrid   | La Liga     | 40     | 0    |
| 1997-1998 | Real Madrid   | La Liga     | 12     | 0    |
| 1998-1999 | Real Madrid   | La Liga     | 34     | 0    |
| 1999-2000 | Real Madrid   | La Liga     | 5      | 0    |
| 2000-2001 | Real Madrid   | La Liga     | 0      | 0    |
| Total     | Total         | Total       | 417    | 0    |

| Année | Matchs | Buts |
| ----- | ------ | ---- |
| 1987  | 3      | 0    |
| 1988  | 3      | 0    |
| 1989  | 6      | 0    |
| 1990  | 13     | 0    |
| 1991  | 7      | 0    |
| 1992  | 8      | 0    |
| 1993  | 5      | 0    |
| 1994  | 9      | 0    |
| Total | 54     | 0    |